# Dispholidus typus
La boomslang (Dispholidus typus), también conocida como culebra arborícola de El Cabo, es una especie de serpiente aletinofidia de la familia Colubridae. Su nombre significa «serpiente del árbol» en afrikáans y neerlandés. Su tamaño es relativamente grande 1 a 1,50 m de longitud. Está ampliamente distribuida por África subsahariana, y tiene diferentes fases de colores según las zonas. Los machos son más coloridos que las hembras y la característica común es que poseen el ojo más grande de todas las serpientes, que además es de un color verde brillante y muy llamativo en los ejemplares jóvenes.
Es una serpiente dócil, tímida y huye fácilmente pero cuando es provocada ataca mordiendo con fuerza, con toda la boca abierta, ya que los colmillos ponzoñosos están en la parte posterior del maxilar superior. Las mordeduras, generalmente, se producen sólo cuando las personas intentan manipular, atrapar, o matar a los animales. Por consiguiente los ataques son muy poco frecuentes.

## Reproducción
Son ovíparas. Los huevos tienen un período de incubación relativamente largo. Las crías son grisáceas con puntos azules. La coloración de adulto la alcanzan luego de varios años.

## Comportamiento y dieta
Boomslangs son diurnas, principalmente arborícolas. Su dieta incluye camaleones y otros lagartos arborícolas, ranas, y en ocasiones pequeños mamíferos, pájaros y huevos de nidos de pájaros, todos los cuales los tragan enteros. Durante el tiempo frío hibernan durante períodos moderados, a menudo introduciéndose dentro de los nidos de pájaros tales como tejedores.

## Veneno

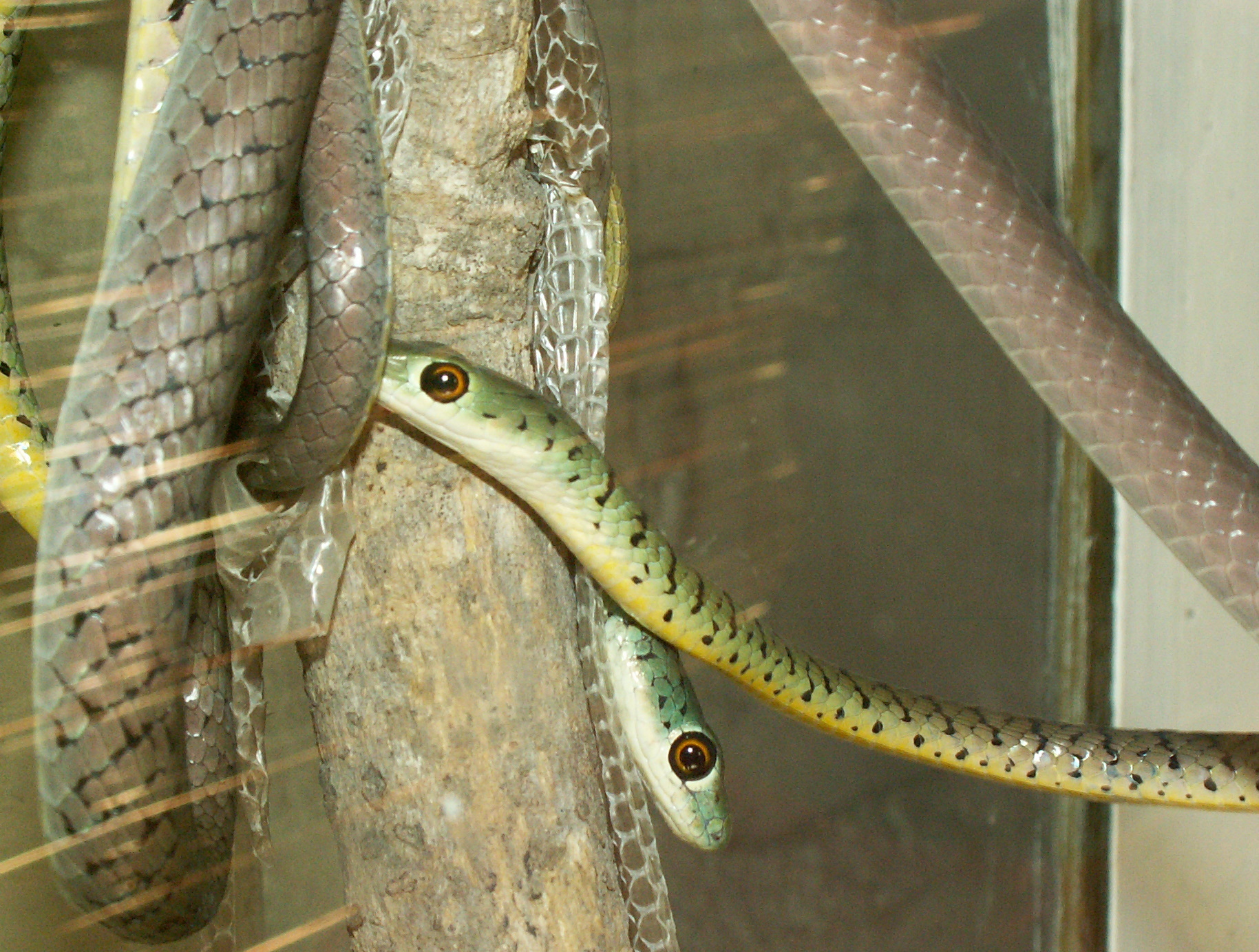
Dispholidus typus

Muchos miembros de la familia Colubridae que se consideran venenosos son inofensivos para los seres humanos, porque tienen glándulas venenosas muy pequeñas, veneno relativamente débil, o un sistema ineficiente de inoculación de veneno. Sin embargo, la boomslang es una excepción en el hecho que tiene un veneno muy potente, el cual es entregado a través de sus grandes colmillos que se encuentran cerca de la parte posterior de la mandíbula. El veneno de la boomslang es principalmente una hemotoxina que inhabilita el proceso de coagulación de sangre y la víctima puede morir como resultado de hemorragias internas y externas. Otros signos y síntomas incluyen: dolor de cabeza, náusea, somnolencia y desórdenes mentales. Debido a que el veneno es lento para actuar, los síntomas pueden no manifestarse hasta muchas horas de producida la mordedura. Esto da tiempo para procurar el antiveneno, mientras que por otra parte esto mismo puede llevar a las víctimas a subestimar la seriedad de la mordedura. (Las serpientes de cualquier especie pueden fallar en ocasiones al inyectar el veneno cuando muerden y luego de unas pocas horas sin síntomas de envenenamiento la víctima puede creer caer en el error de suponer que la lesión no fue seria).
Una boomslang adulta tiene 4–8 mg de veneno. Y, 5 mg son suficientes para matar a una persona.